# Ровијето Супериоре I (Савона)
Ровијето Супериоре I је насеље у Италији у округу Савона, региону Лигурија.
Према процени из 2011. у насељу је живело 76 становника. Насеље се налази на надморској висини од 280 м.